# Józef Kędziora
Józef Kędziora (ur. 1938, zm. 18 listopada 2021) – polski lekarz, biochemik i fizjolog, prof. dr hab.

## Życiorys
Studiował w Wojskowej Akademii Medycznej w Łodzi, oraz na Wydziale Biologii i Nauk o Ziemi Uniwersytetu Łódzkiego, w 1970 obronił pracę doktorską Izolowanie i właściwości aspergillopeptydazy Af z płynnej hodowli grzyba Aspergillus fumigatus, 20 maja 1975 habilitował się na podstawie pracy zatytułowanej Korelacja między zaburzeniami biochemicznymi, a anomaliami chromosomalnymi w zespole Downa. 14 lutego 1985 nadano mu tytuł profesora w zakresie nauk medycznych.
Został zatrudniony na stanowisku profesora zwyczajnego w Katedrze i Zakładzie Biochemii na Wydziale Lekarskim Collegium Medicum im. Ludwika Rydygiera w Bydgoszczy Uniwersytetu Mikołaja Kopernika w Toruniu, w Instytucie Nauk o Zdrowiu Państwowej Uczelni Zawodowej we Włocławku, w Instytucie Fizjologii i Biochemii, a także w Katedrze Chemii i Biochemii Klinicznej Uniwersytetu Medycznego w Łodzi i na Wydziale Nauk o Zdrowiu Kujawskiej Szkole Wyższej we Włocławku.
Był kierownikiem w Katedrze i Zakładzie Biochemii na Wydziale Lekarskim Collegium Medicum im. Ludwika Rydygiera w Bydgoszczy Uniwersytetu Mikołaja Kopernika w Toruniu i w Katedrze Chemii i Biochemii Klinicznej Uniwersytetu Medycznego w Łodzi.
Zmarł 18 listopada 2021.

## Odznaczenia i wyróżnienia
- Krzyż Oficerski Orderu Odrodzenia Polski[1]
- Nagroda indywidualna I stopnia Polskiego Towarzystwa Biochemicznego[1]